# Il nido di Robin
Il nido di Robin è una serie televisiva britannica prodotta da Thames per BBC, spin-off di Un uomo in casa. È una situation comedy che ha come protagonista Richard O'Sullivan nel ruolo di Robin Tripp, e co-protagonisti Tessa Wyatt (la fidanzata e poi moglie di Robin) e Tony Britton, padre di lei.
I creatori della serie hanno dovuto ottenere un permesso speciale dalla IBA (il corpo dirigente delle TV indipendenti in Gran Bretagna) per rappresentare una coppia convivente non sposata. Alla fine della seconda stagione Robin e Vicky si sposano e, nella terza, hanno una coppia di gemelli.
Il nido di Robin andò in onda per sei stagioni dal 1977 al 1981, per un totale di 48 episodi, ottenendo grande successo di critica e pubblico. Negli Stati Uniti venne realizzato un remake della serie, Tre per tre, che come per l'originale della BBC continua le avventure del protagonista maschile di Tre cuori in affitto. Non ebbe un buon successo e ne venne girata una sola stagione. In Italia venne trasmessa, tra l'altro, all'interno dei Buonasera con... andati in onda sulla seconda rete nel periodo tra il 1977 e il 1982.

## Trama
Robin Tripp, neo-diplomato cuoco, dopo aver lasciato la casa che condivideva con Jo e Crissy nella serie Un uomo in casa, va a vivere con la fidanzata Vicky Nicholls. Robin apre Il nido di Robin, un ristorante a Londra finanziato dal padre di lei, James Nicholls. Si avvale di un cameriere / sguattero / tuttofare piuttosto maldestro, perché privo di un braccio.

## Episodi
| Stagione         | Episodi | Prima TV USA | Prima TV Italia |
| ---------------- | ------- | ------------ | --------------- |
| Prima stagione   | 7       | 1977         | 1980            |
| Seconda stagione | 6       | 1978         | 1980            |
| Terza stagione   | 13      | 1978         | 1980            |
| Quarta stagione  | 7+1     | 1979         | 1980-1981       |
| Quinta stagione  | 6+1     | 1980         |                 |
| Sesta stagione   | 7       | 1981         |                 |